# Saint-Amant-de-Bonnieure
Saint-Amant-de-Bonnieure era una comuna francesa situada en el departamento de Charente, de la región de Nueva Aquitania, que el 1 de enero de 2018 pasó a ser una comuna delegada de la comuna nueva de Val-de-Bonnieure al fusionarse con las comunas de Saint-Angeau y Sainte-Colombe.

## Demografía
| Gráfica de evolución demográfica de Saint-Amant-de-Bonnieure entre 1800 y 2015 |
|                                                                                |

Los datos demográficos contemplados en este gráfico de la comuna de Saint-Amant-de-Bonnieure se han cogido de 1800 a 1999 de la página francesa EHESS/Cassini, y los demás datos de la página del INSEE.